# Friedrich W. Stallberg
Friedrich W. Stallberg  (* 29. Mai 1945 in Oberkirchen) ist ein deutscher Soziologe, der im Fachbereich 12 (Erziehungswissenschaft und Soziologie) der Technischen Universität Dortmund arbeitet.

## Studium und Lehre
F. W. Stallberg studierte von 1967 bis 1970 Sozialwissenschaften an der Universität Bochum. 1970 wurde er Wiss. Mitarbeiter am Seminar für Soziologie an der Universität Bochum und promovierte dort 1973 zum Dr. rer. soc., anschließend ging er bis 1974 als Akad. Rat an die PH Niedersachsen, Abt. Hannover, Fakultät Soziologie. Im gleichen Jahr wurde er zum Wiss. Assistent an der PH Ruhr, Abt. Hagen, im Fach Soziologie ernannt und 1977 erfolgte die Habilitation für Allgemeine Soziologie unter besonderer Berücksichtigung der Soziologie abweichenden Verhaltens an der Universität Dortmund. 1980 bis 1981 übernahm Stallberg eine Lehrstuhlvertretung an der Universität Bremen. 1981 erfolgte schließlich die Ernennung zum apl. Professor an der Universität Dortmund, die 2007 in Technische Universität Dortmund umbenannt wurde.

## Forschungsschwerpunkte
F. W. Stallberg forschte über Prostitution zwischen gesellschaftlicher Wertung als abweichendes Verhalten bis hin zur politischen Forderung der Anerkennung als Beruf und ging dem konkreten heftigen kommunalpolitischen Streit um eine menschenwürdige und „bürgerverträgliche“ „Ansiedlung“ der sog. Straßenhuren in seiner Universitätsstadt nicht aus dem Weg. Die Normalität der Anomie bzw. die strategische Devianz des professionellen Fußballspielers ist ein Forschungsgebiet, das von F. W. Stallberg maßgeblich neu erarbeitet wurde. Weiterhin untersuchte er Sucht und Abhängigkeit in soziologischer Perspektive, das Zusammenleben im 21. Jahrhundert wie auch Standardthemen der Soziologie aus dem Bereich der Randgruppen-, Minoritäten- und Migrantenforschung. Daneben gilt sein wissenschaftliches Interesse aber auch immer wieder so unerwarteten Bereichen wie die soziale Dimension der Angst und Scham und Peinlichkeit als Interaktionsproblem.
Gemeinsam mit Günter Albrecht und Axel Groenemeyer legte F.W. Stallberg 1999 ein Standardwerk mit dem Titel Handbuch soziale Probleme vor, das mittlerweile auch als Taschenbuch erhältlich ist. Eine Neu-Auflage wird für das Jahr 2008 erwartet.

## Veröffentlichungen (Auswahl)

### Zum zentralen Forschungsgebiet Stallbergs:Soziale Probleme
- (Hg. mit G. Albrecht und A. Groenemeyer)Handbuch Soziale Probleme, Opladen-Wiesbaden 1999 (2. Aufl. für 2007 oder 2008 angekündigt)
- (Hg. mit W. Springer)Soziale Probleme, Darmstadt/Neuwied 1983
- Soziale Probleme als Gegenstand der Theoriebildung, in: Kriminalsoziologische Bibliografie, Jg. 8, 1981, S. 1–19

### Soziologie der Randgruppen und Migranten
- (mit R. Stallberg): Randgruppen. Probleme eines Begriffs, in: Neue Praxis, Jg. 6, 1976, S. 200–210
- Stigma und Ächtung. Zur soziologischen Interpretation des Rechtsextremismus, in: Heiland, H.G./Lüdemann, C (Hgg.), Soziologische Dimensionen des Rechtsextremismus, Opladen 1996, S. 101–114
- Russlanddeutsche in Kierspe. Eine ethnisch-konfessionelle Minderheit zwischen Integration und Isolation, Dortmund 2005 (online)

### Soziologische Standard-Forschungsbereiche
- Herrschaft und Legitimität. Untersuchungen zur Anwendung und Anwendbarkeit zentraler Kategorien Max Webers, Meisenheim/Glan 1975
- (Hg.): Abweichung und Kriminalität. Konzeptionen, Kritik, Analysen, Hamburg 1975
- Schule als Kontrollinstanz. Ein kriminalsoziologischer Bezugsrahmen, in: Kriminologisches Journal, Jg. 9, 1977, S. 175–186
- Neue Formen des Umgangs mit abweichendem Verhalten Minderjähriger, in: R. Voß (Hg.), Helfen – aber nicht auf Rezept, München/Basel 1984, S. 125–142

### Prostitution
- Prostitution als soziales Problem, Hamm 1988
- Eine Stadt und die (Un-)Sittlichkeit, Dortmund 1992
- Prostitution ein Beruf wie andere auch? In: Soziale Probleme, Jg. 2, 1991, S. 97–101

### Profifußball
- (mit H. H. Bohle): Erfolgsdruck und strategische Devianz. Zur Normalität von Anomie im modernen Profifußball, in: Soziale Probleme, Jg. 9, 1998, S. 51–89
- Schattenseiten des modernisierten Fußballs. Eine problematisierende Perspektive, Dortmund 2006 (online)